# Зидарово
Зида́рово (болг. Зидарово) — село в Бургаській області Болгарії. Входить до складу громади Созопол.

## Населення
За даними перепису населення 2011 року у селі проживали 1122 особи.
Національний склад населення села:
| Національність   | Кількість осіб | Відсоток |
| ---------------- | -------------- | -------- |
| болгари          | 749            | 66,8%    |
| цигани           | 203            | 18,1%    |
| турки            | 164            | 14,6%    |
| інша             | 0              | 0%       |
| не визначились   | 5              | 0,4%     |
| Всього відповіли | 1121           |          |

Розподіл населення за віком у 2011 році:
Динаміка населення: